# Zwangshaltung
Eine Zwangshaltung (engl. forced posture) ist eine physiologisch ungünstige Körperhaltung, die über einen längeren Zeitraum zur Ausführung einer gewünschten Tätigkeit oder zur Erlangung bzw. Aufrechterhaltung bestimmter körperlicher Funktionalitäten eingenommen werden muss. Eine Zwangshaltung kann sowohl durch äußere Umstände, beispielsweise durch Arbeiten in niedrigen Räumen, als auch zur Kompensation körperlicher Beeinträchtigungen, wie Störung der Augenmuskulatur, hervorgerufen werden.